# Bánh khúc

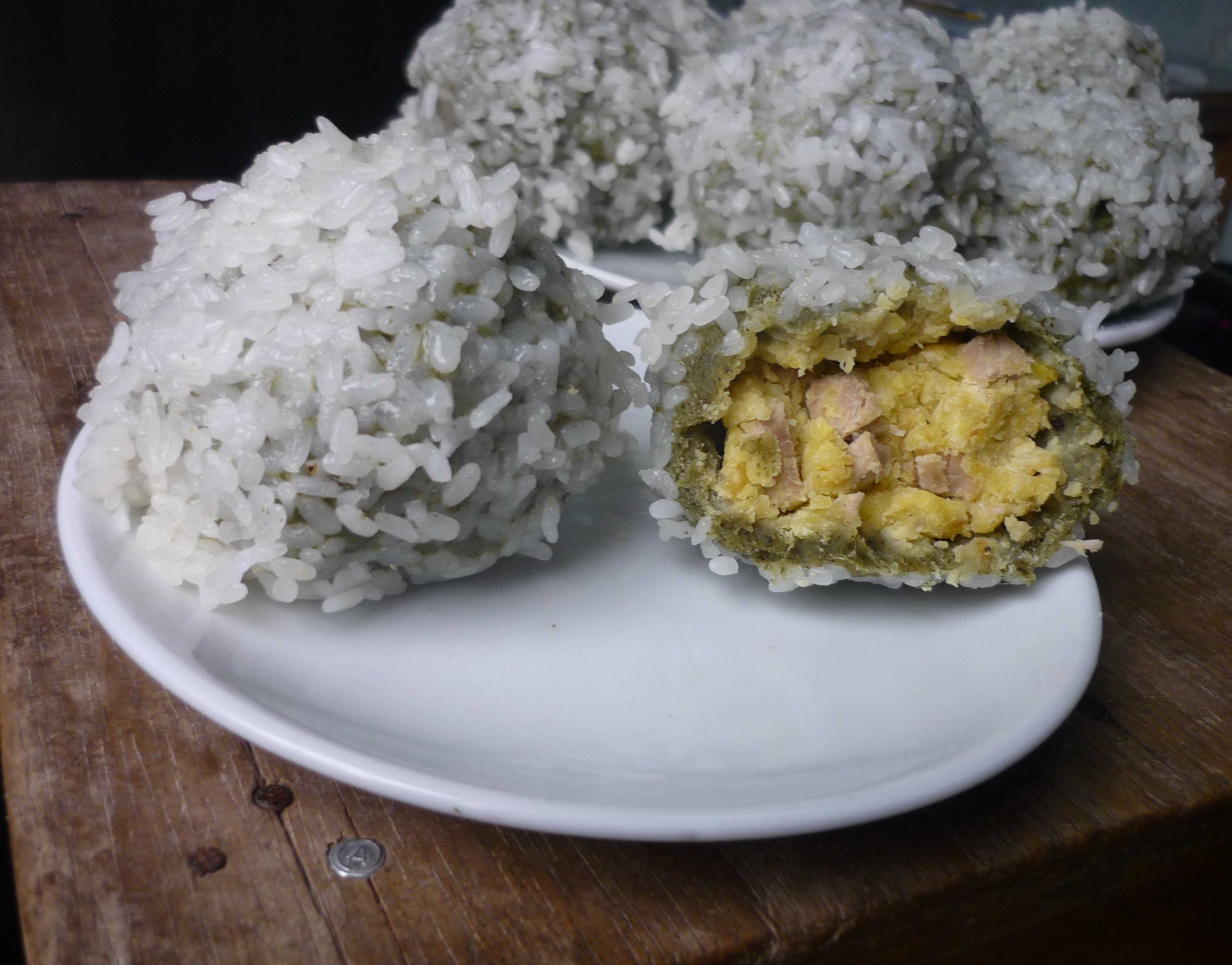
Bánh khúc

Bánh khúc hay xôi khúc, xôi cúc là loại bánh có nguồn gốc từ vùng đồng bằng Bắc Bộ, làm từ lá rau khúc, gạo nếp, nhân đậu xanh, thịt lợn mỡ. Bánh thường được làm vào mùa rau khúc - dịp tháng 2, tháng 3 Âm lịch.
Ở Hà Nội, bánh thường được rao bán vào các buổi tối, người bán (thường là nam) đội thúng bánh trên đầu đi dọc các phố và rao "Xôi nóng bánh khúc đê, xôi nóng bánh khúc nào..." hay "Ai bánh khúc nóng đây!"  cùng rất nhiều cách rao khác nhau với một âm điệu rất đặc biệt trở thành nét đặc trưng của người Hà Nội.

## Rau khúc
Cây rau khúc có tên khoa học là Gnaphalium affine D. Don (Gnaphalium multiceps Wall.), thuộc họ Cúc (Asteraceae) còn có tên là "khúc nếp", "thử khúc thảo", "thử nhĩ", "hoàng hoa bạch ngải", "phật nhĩ thảo", "thanh minh thảo", "hài nhi thảo"... Rau khúc vốn là loài cây mọc dại trên bờ ruộng, bờ cát, bãi đất...
Rau khúc có hai loại: khúc tẻ và khúc nếp. Cây khúc tẻ có lá to hơn khúc nếp, nhưng khi làm bánh không ngon bằng. Rau khúc thường có ở miền Bắc bắt đầu mọc vào cuối mùa xuân. Vào mùa không có rau khúc, có người dùng lá su hào, bó xôi hoặc cải cúc để thay rau khúc, nhưng bánh làm từ lá su hào không có được hương thơm đặc trưng của bánh làm từ rau khúc.
Rau khúc còn có thể luộc, nấu canh hoặc làm vị thuốc dân dã chữa một số bệnh.
Ngoài ra, rau khúc có thể hái về phơi khô, sau muốn làm bánh cũng mang ngâm (như làm bánh gai), giã nhỏ. Bốn mùa đều có bánh khúc là nhờ vậy.

## Cách làm

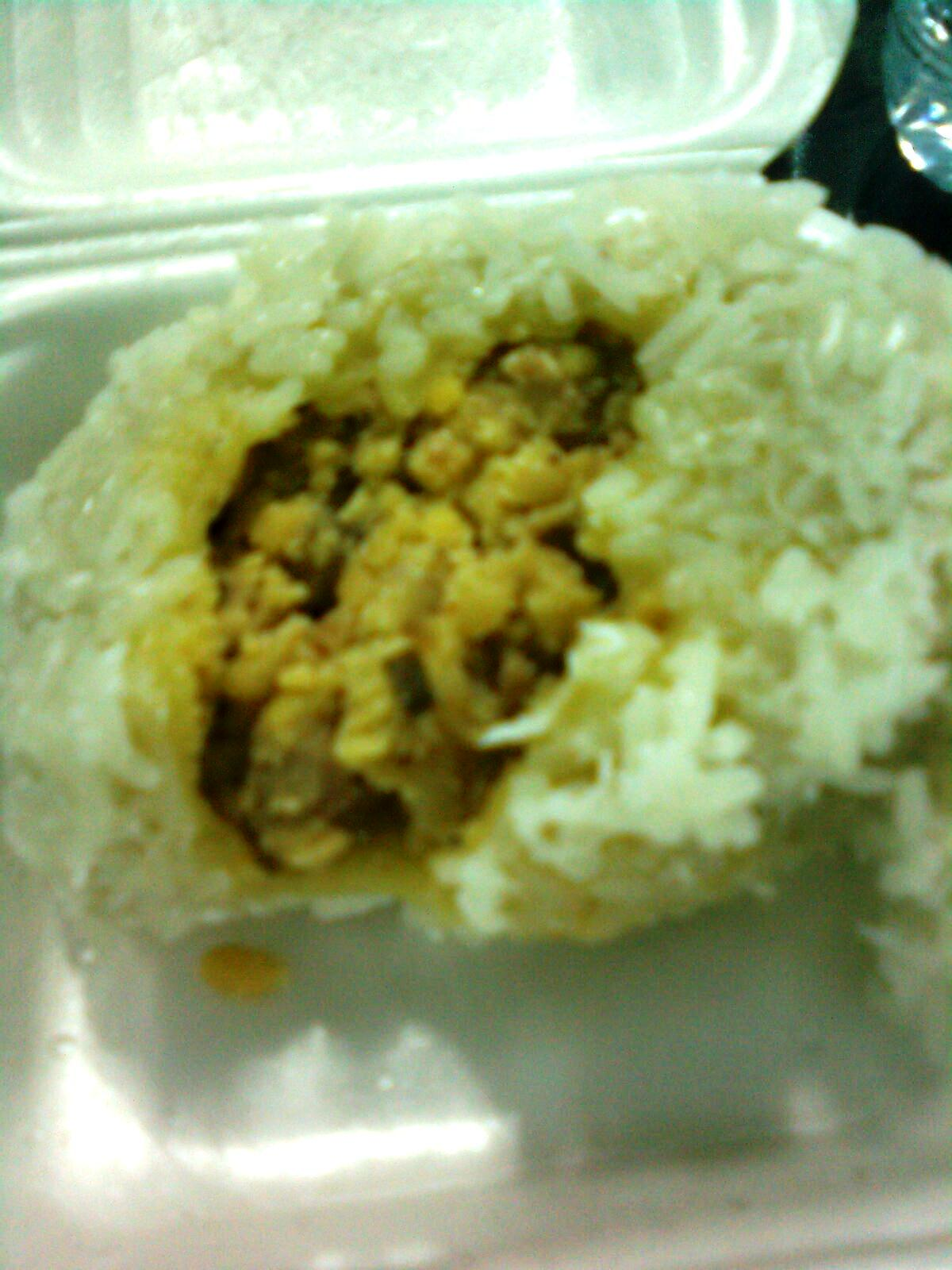
Xôi khúc

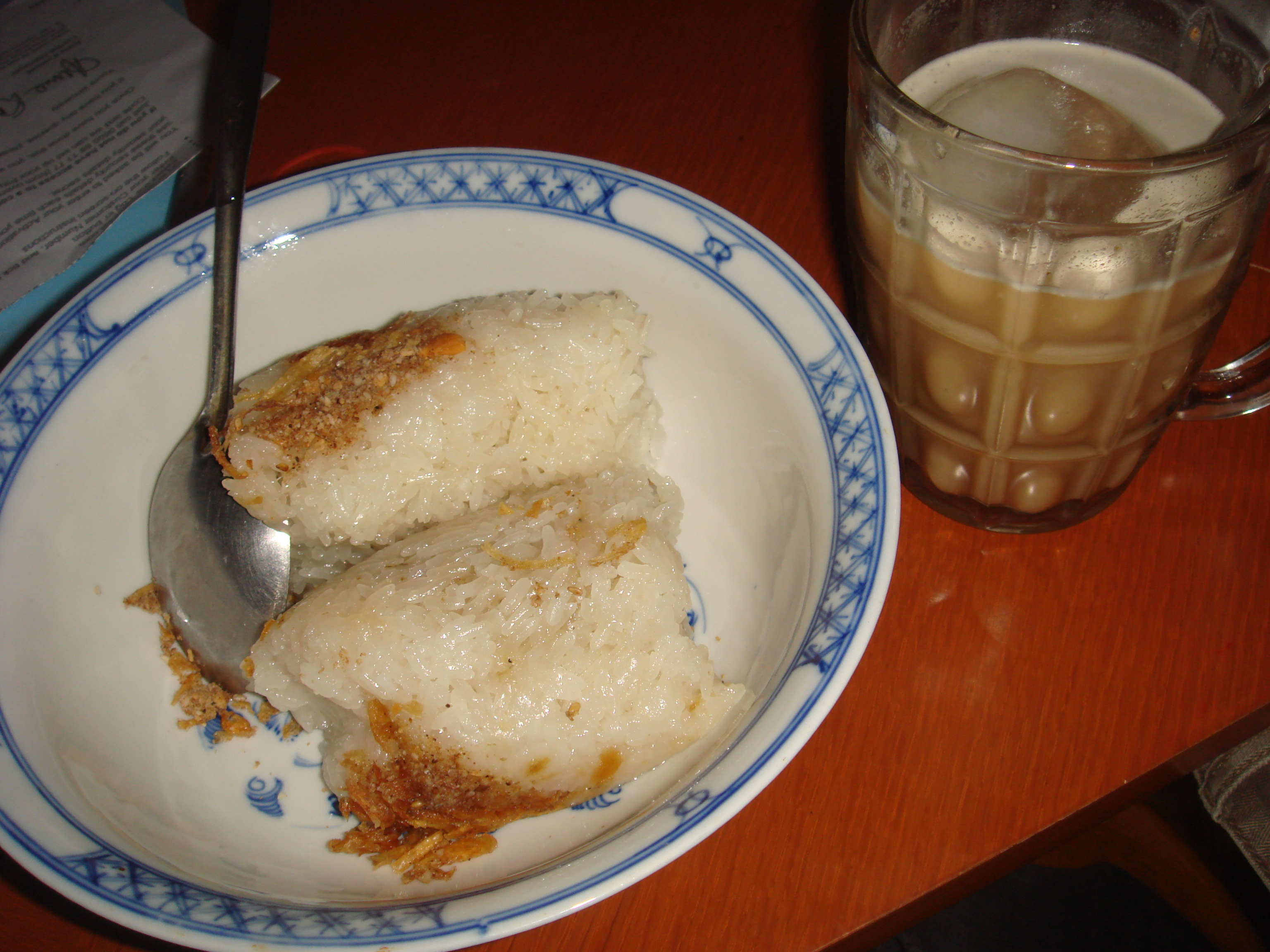
Xôi khúc

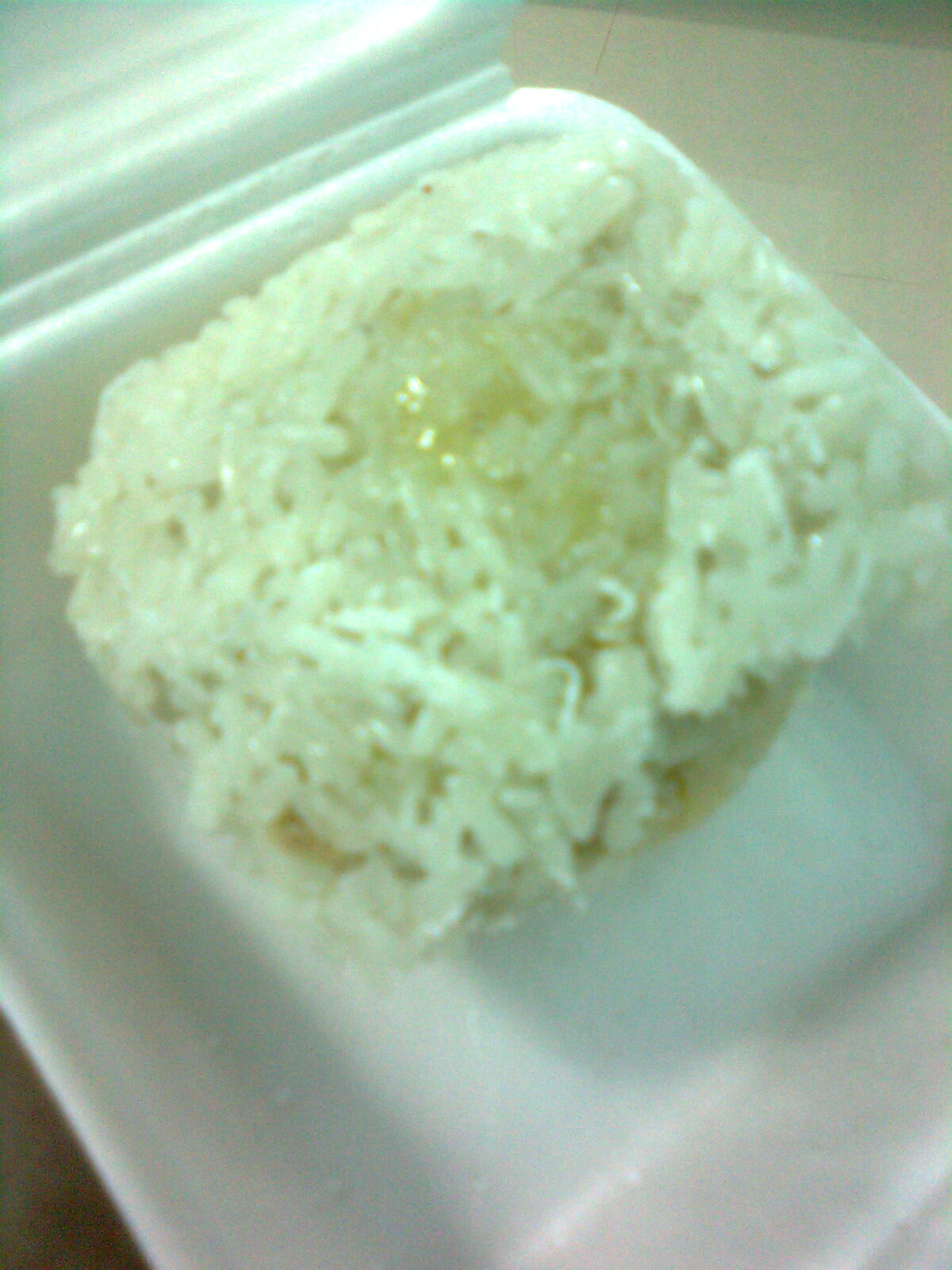
Xôi khúc

Nguyên liệu chủ đạo làm nên hương vị của món bánh này là rau khúc. rau khúc tươi non, hái từ buổi sớm, hấp lên rồi đem giã nhuyễn, trộn với bột gạo làm vỏ bánh.
Nhân bánh được làm từ đậu xanh bỏ vỏ, ngâm nước cho bở, đồ chín tới, giã thật mịn, trộn cùng với thịt ba chỉ thái hạt lựu, rắc thêm chút hạt tiêu cho dậy mùi rồi vo viên lại bằng quả trứng gà
Dàn mỏng lớp vỏ bao kín nhân bánh, xếp từng lượt bánh vào nồi hấp như đồ xôi, mỗi lớp bánh lại rắc một lượt gạo nếp ngon đã ngâm kỹ làm áo để cho bánh không bị dính vào nhau. Còn 1 kiểu khác là gói bánh khúc trong lá chuối để hấp nhưng cách dùng xôi thông dụng và được nhiều người biết đến hơn
Thời gian từ khi nước sôi đến lúc bánh chín chừng tàn một que hương (khoảng 45 phút).

## Đặc sản địa phương
Bánh khúc là món bánh quê dân dã. Mùa hái rau khúc là mùa thu sang mùa đông lúc đó cây đã trưởng thành. Từ độ cuối đông lá khúc già, thân cứng và xơ. Muốn làm bánh khúc ở thời điểm khác thì người ta thường nhặt sạch rau khúc rồi phơi khô bảo quản. Bánh khúc là thứ đặc sản dễ thấy ở nhiều vùng quê ở vùng đồng bằng Bắc Bộ nhất là độ cuối thu đến Tết nguyên đán vì đây là mùa rau khúc trưởng thành, nguyên liệu sẵn. Món bánh quê dân dã này đã được nâng tầm lên thành đặc sản địa phương được nhiều người biết đến như: bánh khúc làng Diềm (Bắc Ninh), bánh khúc (bánh hú) Song An (Thái Bình), bánh khúc Văn Giang (Hưng Yên), bánh khúc Việt Trì (Phú Thọ), bánh khúc Bình Minh (Hưng Yên).